# De Kat (stripreeks)
De Kat (Frans: Le Chat) is een stripreeks van de Belgische striptekenaar Philippe Geluck. De reeks omvat alleen maar gags en cartoons en dergelijke. De Nederlandse editie omvat reeds negen albums.

## Publicatiegeschiedenis
De serie liep van 1983 tot 2013 in de Belgische krant Le Soir.
Begin 2013 maakte striptekenaar Philippe Geluck bekend een punt te zetten achter de stripreeks. Op 22 maart 2013, precies dertig jaar na haar debuut, verscheen voorlopig de laatste aflevering van De Kat in de krant.
Vier jaar later kwam Geluck echter terug op deze beslissing. Vanaf 13 mei 2017 verschijnt deze strip opnieuw dagelijks in Le Soir. De gags verschijnen voortaan op de laatste pagina van Le Soir naast de cartoons van Pierre Kroll.

## Nederlandstalige albums
De Nederlandstalige albums van De Kat verschenen van 1994 tot 2009 bij Casterman. De reeks kende niet het verhoopte succes en werd niet verdergezet. In 2014 begon Blloan met de uitgave van een nieuwe reeks met een vernieuwde vormgeving en vertaling.

### Albums bij Casterman
1. "The best of "De Kat"
2. "Het bijna beste van "De Kat""
3. "De Kat op z'n best"
4. "De Kat beter dan best"
5. "De Kat, 1999-9999"
6. "De Kat" weet het beter"
7. "De Kat" is tevreden""
8. "De zaak "De Kat""
9. "Alles Kats met u?"
10. "De Kat slaat weer toe"

### Albums bij Blloan
1. "De negen levens van "De Kat"
2. "De Kat" open en bloot"
3. "Op en top "De Kat"
4. "De Kat" gevat"
5. "Van "De Kat" op de tak"

- "De Bijbel volgens "De Kat" (buiten reeks)

## Museum
Aan het Koningsplein te Brussel wordt gewerkt aan een museum rond het stripfiguurtje. De opening was gepland voor 2019. Later verschoof de geplande openingsdatum naar 2020. Vervolgens werd het nogmaals uitgesteld waarna de geplande openingsdatum inmiddels in 2024 is.